# Skiff (voilier)
Pour les articles homonymes, voir Skiff (homonymie).
 (juin 2023).
Si vous disposez d'ouvrages ou d'articles de référence ou si vous connaissez des sites web de qualité traitant du thème abordé ici, merci de compléter l'article en donnant les références utiles à sa vérifiabilité et en les liant à la section « Notes et références ».

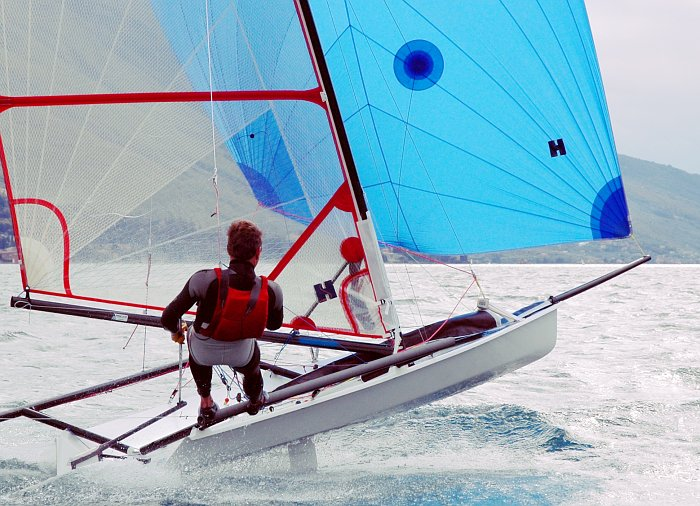
Musto Performance Skiff

Un skiff est un bateau à voile assez léger pour créer une vague et la dépasser en passant au déjaugeage. Par généralisation, on considère comme skiff la majorité des dériveurs apparus après les années 1990 et possédant un spi asymétrique (ce n'est pas une règle générale, il existe des skiffs sans spi).  
Il était admis qu'un bateau créant une vague d'étrave ne pouvait la dépasser à cause de l'augmentation des frottements contre cette vague.
Les skiffs sont souvent considérés, à tort, comme réservés à une élite : si certains ne sont pas abordables pour les débutants, d'autres sont faits pour eux, comme les dériveurs classiques.

## Quelques exemples de Skiffs (voiliers dériveurs)
- laser vago
- Buzz
- 29er
- 49er
- ISO
- RS300
- RS500
- RS600
- RS700
- RS800
- Musto Performance Skiff
- Moth international
- 14 pieds international
- B14 (bateau) / B14 Classe Française
- 18 pieds australien
- Contender